# 성 김
성 용 김(Sung Yong Kim, 1960년 ~ )은 미국의 외교관이다. 1980년에 미국 시민권을 취득한 한국계 미국인으로, 한국 이름은 김성용(金星容)이다.

## 주요 이력
주한미국대사로 근무하고 있었던 그는 그의 후임으로 마크 리퍼트가 주한미국대사로 부임하기 전까지 대사직을 맡았었다. 서울 출신인 김 대사는 중학교 1학년 때까지 서울에서 살았다. 이후 펜실베이니아대를 나온 후 로욜라 로스쿨을 거쳐 검사 생활을 하다가 외교관이 됐다. 미국무부 동아시아부 중에서도 가장 많은 직원을 거느린 한국과의 과장을 역임했다. 빅터 차 백악관 국가안보회의 아시아 담당 보좌관, 유리 김(한국명: 김유리) 북한 팀장과 함께 미국 행정부에서 한국 전문가로 통한다. 그뿐 아니라 성 김은 아직 주한 미국 대사관 대사 발령 이전에도 이미 주한 미국 대사관에서 참사관 근무한 경험이 있으며, 한국어에 능통하다. 하지만 외교적인 공식 상황에서는 반드시 미국의 공용어인 영어를 사용한다.
2008년 9월 상원 인준 청문회를 거쳐 '대사(大使)' 타이틀을 얻은 후, 6자회담 수석대표 겸 대북 특사로 일해왔다. 2011년 6월 27일 캐슬린 스티븐스 주한 미국 대사의 후임으로 내정이 되어, 10월 13일 상원의 인준을 통과하였다. 이는 한미 수교 121년만의 첫 한국계 주한 미국 대사이다. 2014년까지 주한미국대사를 역임했다.
2012년 18대 대선 직후인 12월 20일에는 새누리당 당사에서 박근혜 당선자를 만나 축하 메시지를 전달했다.

## 가족 및 친족 관계
그의 아버지는 박정희 정권의 김대중 납치사건 당시 주일공사로 있던 김재권이다. 아버지 김재권은 94년 6월 미국에서 사망하였고, 어머니 임현자는 미국에 거주하고 있다.
김씨의 어머니 임현자씨는 임택근 MBC 문화방송 전무이사의 누나이며, 임택근은 임재범(1962년생)과 손지창(1970년생)의 부친이다.
그는 이화여대 미대 출신의 한국 여성 정재은씨와 결혼해 두 딸을 두고 있고, 임재범의 부인인 송남영은 뮤지컬 배우로 그의 사촌 제수이기도 하다.

## 학력
- 미국 펜실베이니아 대학교 행정학과 학사
- 미국 로욜라 메리마운트 대학교 법학전문대학원 법무석사(J.D.)[8]
- 영국 런던 정치경제대학교 정치경제대학원 법학석사(LLM)

## 같이 보기
- 존 무초
- 조지프 윤